# Watervliet (Velsen)
Watervliet was een buitenplaats in Velsen in de Nederlandse provincie Noord-Holland.

## Geschiedenis
Watervliet was in de 17e eeuw als hofstede in het bezit gekomen van Pieter Rendorp, een Amsterdamse brouwer en reder. Hij liet de hofstede verfraaien tot een buitenplaats. Deze besloeg een groot deel van het gebied dat tegenwoordig Velsen-Noord heet. De zoon van Pieter Rensdorp verkocht de buitenplaats in de eerste helft van de 18e eeuw aan Joan Corver, kleinzoon van de Amsterdamse burgemeester Joan Corver. Na het overlijden van zijn broer, burgemeester Gerrit  Corver die het landgoed had geërfd, werd diens schoonzoon Nicolaes Geelvinck in 1756 de nieuwe eigenaar. Watervliet werd in de jaren 1842 tot 1844 in opdracht van de toenmalige eigenaar, de predikant Jan Jacob van Voorst verfraaid. De tuinen op het landgoed werden in die jaren aangelegd door de tuinarchitect Jan David Zocher jr. In 1854 kwam Watervliet in handen van de Amsterdamse bankier Ernst Sillem die het kocht van Jan Jacob van Voorst. In de jaren die volgden op de dood van Sillem in 1861 werd de streek tussen Beverwijk en Velsen, jarenlang onaantrekkelijk voor de bezitters van buitenverblijven. Oorzaken waren de aanleg van de Staatsspoorweg Haarlem-Alkmaar en het graven van het Noordzeekanaal. In het vooruitzicht van deze werken had Sillem bij laatste wilsuiting beschikt, dat Watervliet zou worden verkocht. Zijn zwager, Johannes (zich noemende Jan) Borski, de echtgenote van Olga Emilie Sillem, had zich gehaast om deze verkoop tot elke prijs te bevorderen. In 1861 kocht de Haarlemse koopman Joh. C. van den Berg het landgoed Watervliet op een openbare veiling en hij liet het uiteindelijk slopen. Ontbossing en verkaveling volgden. Het herenhuis bleef nog tijdelijk staan en werd verhuurd aan Henry Lee and Son, de aannemers van het Noordzeekanaal, om als hoofdkantoor te dienen. Rond 1884, na de voltooiing van het Noordzeekanaal, werd het herenhuis 'Watervliet' gesloopt.

## Oorsprong van de naam 'Watervliet'
'Vliet' betekent stromend water. Door het landgoed stroomde de Ladderbeek die via het landgoed uitstroomde in het Wijkermeer.
Beeckestijn · Duin en Kruidberg · Huis te Spijk (Hofgeest) · Schoonenberg · Velserbeek · Waterland · Watervliet